# Abdulaziz Solmaz
Abdulaziz Solmaz (Araklı, 7 augustus 1988) is een Turks voetballer die bij voorkeur als middenvelder speelt. Hij verruilde in juli 2014 Istanbul BB voor Giresunspor.